# Heinrich Schreiber (Historiker)

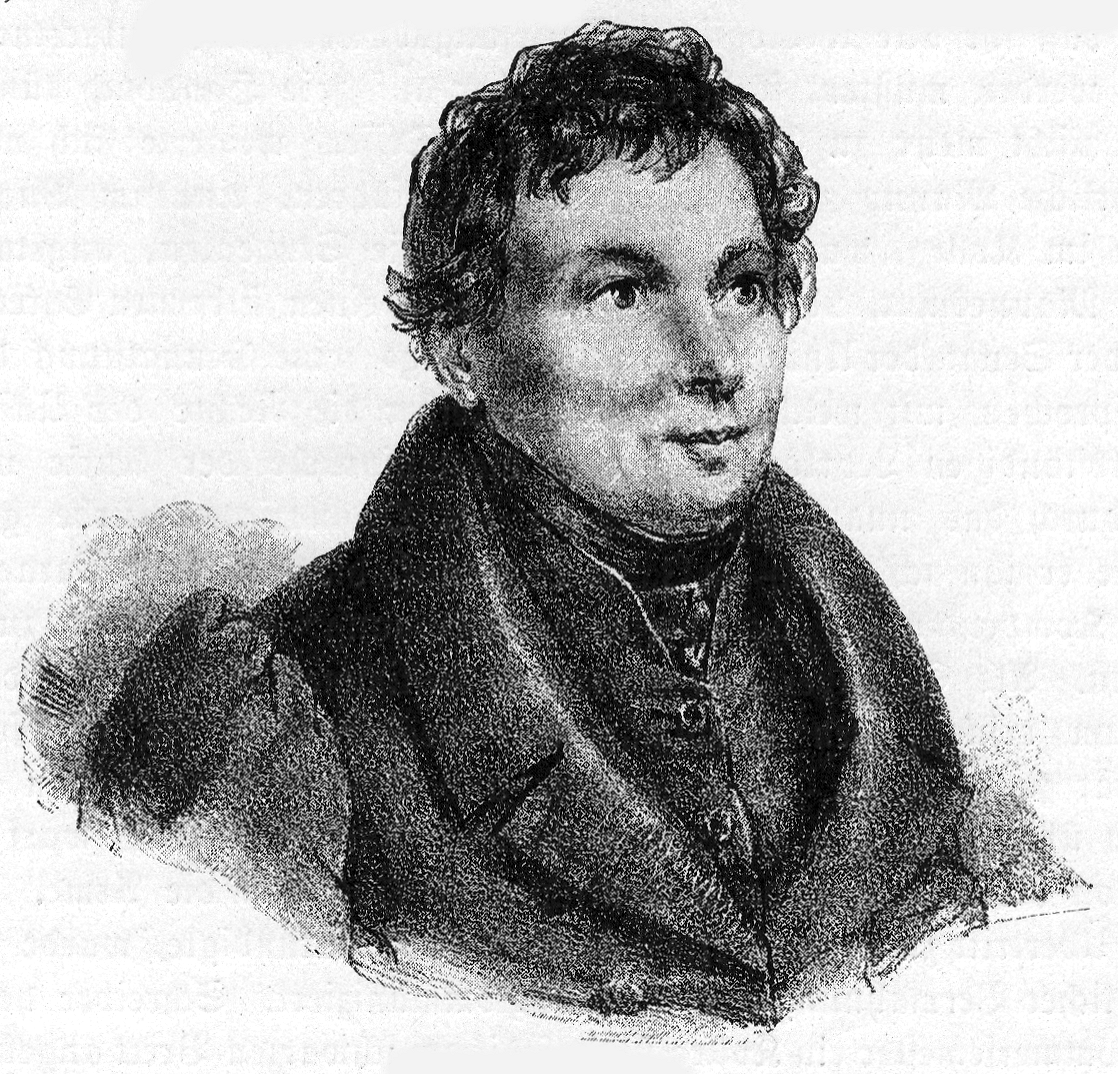
Kreidelithographie 1830

Johann Heinrich Nepomuk Schreiber (* 14. Juli 1793 in Freiburg im Breisgau; † 29. November 1872 ebenda) war Professor an der Universität und erster bedeutender Lokalhistoriker Freiburgs.

## Leben

### Die frühen Jahre
Johann Heinrich Schreibers Vater Josef war Kammerdiener bei der Familie Wessenberg, Mutter Veronika Bedienstete im Palais des Freiherrn von Sickingen, in dem Heinrich Schreiber am 14. Juli 1793 geboren wurde. Als 10-Jähriger besuchte er das Freiburger Gymnasium und der lernwillige und lernbeflissene Schüler glänzte vor allem in Latein und Französisch. Im Jahre 1808 wechselte Heinrich für ein zweijähriges Philosophicum an die Albertina und hörte bei Bernhard Boll, dem späteren ersten Freiburger Erzbischof, Philosophie und bei Karl von Rotteck Geschichte. Während dieser Zeit verschlechterte sich die finanzielle Lage seiner Eltern beträchtlich und so bestimmte er zum Brotstudium die Theologie mit dem Schwerpunkt Kirchengeschichte. Neben dem trockenen Theologiestudium interessierte sich Schreiber weiterhin für Philosophie, Geschichte und Literatur. Dabei lernte er den greisen Johann Georg Jacobi kennen. Nach Abschluss des Studiums am Priesterseminar in Meersburg mit der Priesterweihe im September 1815 nahm er eine Lehrerstelle am neugegründeten Freiburger Gymnasium academicum an, wechselte aber 1819 als Kustos an die Universitätsbibliothek. Nach Sichtung des Stadtarchivs, welches damals im nördlichen Hahnenturm des Münsters untergebracht war, veröffentlichte er 1820 rechtzeitig zur 700-Jahr-Feier der Pfarrkirche die Geschichte und Beschreibung des Münsters. Im Jahre 1821 promovierte er Über das Ende der letzten Agilolfinger in Schwaben. Mit seiner Habilitation im gleichen Jahr über Ares erlangte er für das Wintersemester 1821/1822 die Lehrberechtigung an der philosophischen Fakultät. Er hielt Vorlesungen über die Geschichte der älteren deutschen Literatur und Sprache und las über Ästhetik, die Wissenschaft vom Schönen. Als sich Schreibers Hoffnungen auf eine ordentliche Professur zerschlugen, nahm er die ihm angebotene Stelle eines Präfekten am Freiburger Gymnasium an, das er während der folgenden vier Jahre leitete.

### Der junge Professor
Im Jahre 1826 erhielt Schreiber den Ruf auf den Lehrstuhl für Moraltheologie an der Universität, ohne für die Stelle ausgebildet zu sein. In den folgenden Jahren schrieb er ein Buch über Allgemeine Religionslehre, worauf die Universität ihm den Dr. theol. verlieh. Im Jahre 1831 kam sein Werk Spezifische Moraltheologie heraus, in dem er sich besonders gegen den Zölibat wandte, der ein Unchristliches Institut sei. Das Ideal liege in der Ehe, worin der Geschlechtstrieb seine ebenso natürliche als rechtliche und sittliche Ausgleichung und Befriedigung nach allen Richtungen hin findet. Der Freiburger Bischof Bernhard Boll kritisierte den Autor wegen seiner Ansichten scharf in einem Hirtenbrief, der auch in Karlsruhe gelesen wurde. Im Ministerium wollte man wegen der studentischen Proteste um die Entlassung Rottecks und Welckers aus ihren Professorenämtern nicht noch weitere Unruhen und versetzte Schreiber 1836 lediglich in die philosophische Fakultät auf den unbedeutenden Lehrstuhl für historische Hilfswissenschaften.

### Deutsch-Katholizismus
Einen erneuten Konflikt mit der Amtskirche löste die Ausstellung des Heiligen Rocks in Trier im Jahre 1844 aus, denn Schreiber befand: „der Götzendienst, der damit getrieben wurde, hatte bekanntlich in vielen gebildeten Katholiken einen tiefe Entrüstung hervorgebracht“. Der Theologe Ignaz Heinrich von Wessenberg hatte sich auf dem Wiener Kongress vergeblich um die Einrichtung eines nationalen Kirchenwesens bemüht. Auch Schreiber neigte diesem Deutsch-Katholizismus zu, in dem das Vaterland gegenüber Rom in den Vordergrund rücken sollte, und zeigte Ostern 1845 dem Erzbischof seinen Übertritt zur Deutsch-Katholischen Kirche an. Daraufhin ließ die Universität zum Sommersemester Schreibers Vorlesungsankündigungen entfernen und verbot auch die in seine Privatwohnung verlegten Vorträge über Ethik. Im Oktober entzog ihm Großherzog Leopold den Titel eines Geistlichen Rates. Am 18. Januar 1846 wurde er durch seine Versetzung in den einstweiligen Ruhestand von der Universität verwiesen. Mit dem Übertritt zur Deutsch-Katholischen Kirche war Schreiber exkommuniziert. Er heiratete 1846 seine Haushälterin Anna Fuchs und erwarb 1850 ein Haus in der Straße, die seit 1879 seinen Namen trägt.

### Die Jahre nach der Universität

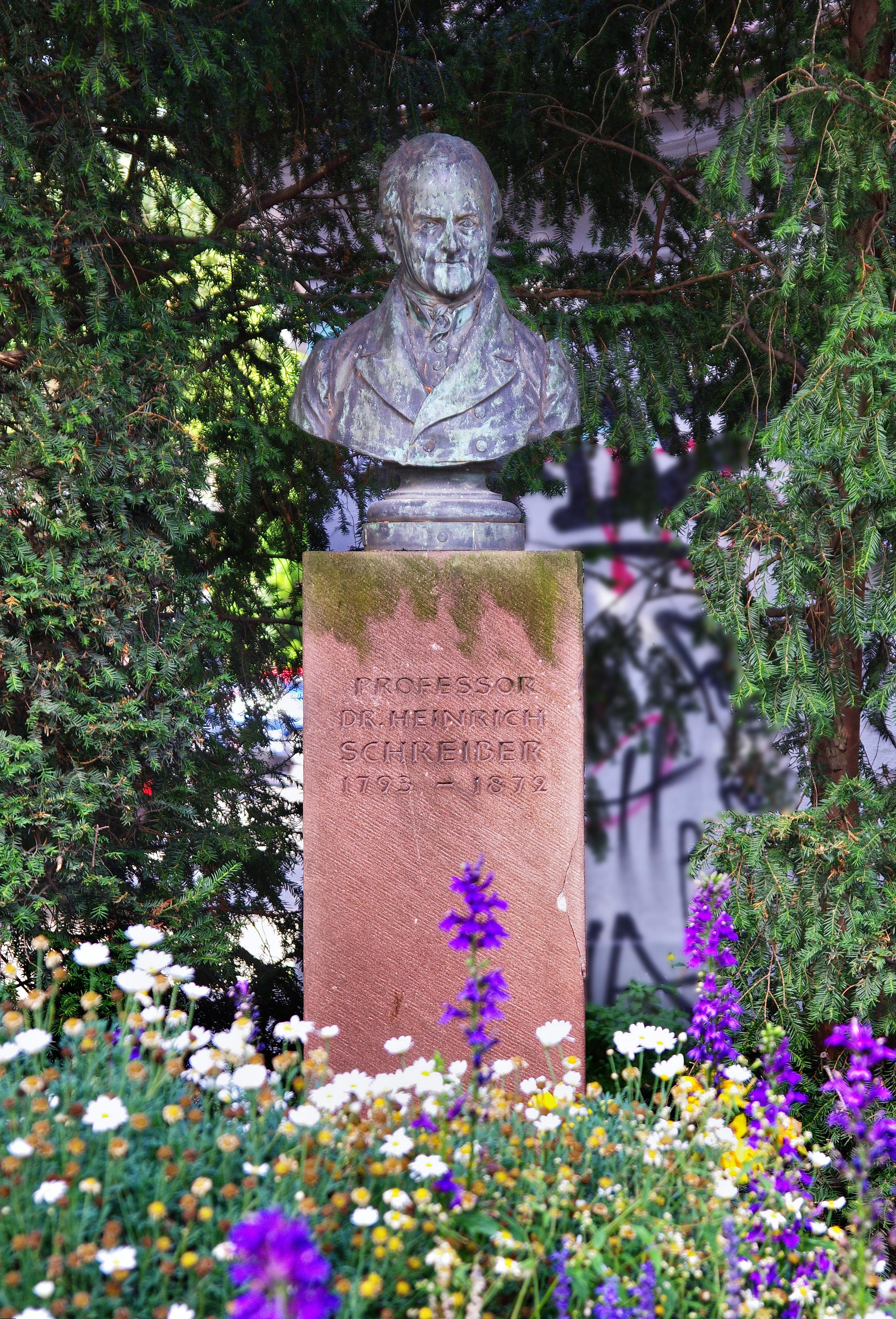
Büste Heinrich Schreibers an der Ecke Kaiserbrücke / Schreiberstraße in Freiburg

Schreiber wird wie Wessenberg zu den Spätaufklärern gezählt, wobei dieser als Ziel ausgab: „Jemanden in den Stand setzen, dass er erkennbare Dinge erkennen kann“. Diese Einstellung scheint auch in den darauf folgenden lokalhistorischen Untersuchungen und Veröffentlichungen Schreibers durch.
„Die Suche nach den römischen Orten der Tabula Peutingeriana zwischen Schwarzwald, Rheinau anhand der Wegestrecken, des Geländes und der Bodenfunde führte zunächst zu allerlei widersprüchlichen und unsicheren Vermutungen. Iuliomagus wurde in Pfullendorf, Stühlingen und Hüfingen, doch 1844 von Heinrich Schreiber erstmals in Schleitheim angesetzt.“
Sein Lebenswerk ist die erste umfassende Geschichte der Stadt Freiburg, die 1857 gleichzeitig mit der Geschichte der Universität erschien. Schreiber war auch Sammler von Volkssagen und steuerte viele Beiträge zum Badischen Sagenbuch von 1846 bei. 1867 veröffentlichte er auch eine eigene Sagensammlung, Die Volkssagen der Stadt Freiburg im Breisgau und ihrer Umgebung.
Heinrich Schreiber starb 1872, geachtet von seinen Historikerkollegen, wie seine vielen Ehrenmitgliedschaften in historischen und archäologischen Gesellschaften in ganz Europa bezeugen. Sein Grabmal befindet sich seit 2009 auf dem neugestalteten Ehrenhain des Freiburger Hauptfriedhofs.
Zu seinem 100. Geburtstag wurde vom Freiburger Bildhauer Gustav Adolf Knittel (1852–1909) ein Denkmal für Schreiber errichtet. Das ursprünglich in Marmor ausgeführte Werk wurde bereits vor Beginn des 20. Jahrhunderts durch eine Variante aus Galvanobronze ersetzt. Später wurde auch das Postament ausgetauscht.

## Schriften (Auswahl)
- Der Bundschuh zu Lehen im Breisgau, und der arme Konrad zu Bühl; zwei Vorboten des deutschen Bauernkrieges. Wagner’sche Buchhandlung, Freiburg im Breisgau 1824. UB Freiburg
- Freiburg im Breisgau mit seinen Umgebungen. Geschichte u. Beschreibung. Herder, Freiburg 1825 (Digitalisat).
- Urkundenbuch der Stadt Freiburg. 2 Bände. 1828–1829.
- Die Hexenprozesse zu Freiburg im Breisgau, Offenburg in der Ortenau und Bräunlingen auf der Schwarzwalde: Aus den Archiven dieser Städte zum erstenmal Mitgetheilt und erläutert. 1837 (Digitalisat).
- Freiburg und seine Umgebungen. 3. Auflage 1840.
- Denkblätter aus dem Tagebuche eines Hochschullehrers. Frankfurt am Main 1849.
- Geschichte der Stadt Freiburg im Breisgau. 4 Bände. 1857–1858.
- Geschichte der Albert-Ludwigs-Universität zu Freiburg. 3 Bände. 1857–1860.
- Der deutsche Bauernkrieg. Urkunden und Erläuterungen in drei Lieferungen, 1863–1866.